# Cocaine Traffic; Or, The Drug Terror
Cocaine Traffic; Or, The Drug Terror è un film muto del 1914. Il nome del regista non viene riportato nei credit del film che ha il titolo copyright di The Drug Terror; Or, the Underworld Exposed.

## Trama
Andrews, un ex spedizioniere, è diventato ricco con la cocaina, così, quando la figlia comincia a frequentare un poliziotto, non è per niente contento di quella relazione. Andrews preferisce che la figlia si fidanzi con Roger Hastings, un ricco rampollo della buona società. May lo sposa ma, ben presto, scopre che il marito è un tossicodipendente e quella scoperta la porta a essere preda di un esaurimento nervoso. Sottoposta a pesanti cure, pure May diventa vittima della droga. Il padre la fa ricoverare in una clinica, mentre Roger si mette a lavorare per una gang di trafficanti di donne. La banda rapisce anche Jullia, sua sorella, confinandola in un bordello. Roger, allora, si ribella ai suoi capi e riesce a liberare Julia. Uccide Andrews e, alla fine, muore in un incendio. Finalmente libera, May - guarita - può riunirsi all'amato Joe.

## Produzione
Il film fu prodotto dalla Lubin Manufacturing Company.

## Distribuzione
Distribuito dalla General Film Company, il film uscì nelle sale cinematografiche USA il 24 febbraio 1914.